# فرودگاه ال امبرویو
فرودگاه ال امبرویو (به انگلیسی: El Embrujo Airport) یک فرودگاه همگانی با کد یاتا PVA است که یک باند فرود آسفالت دارد و طول باند آن ۱۱۶۸ متر است. این فرودگاه در کشور کلمبیا قرار دارد و در ارتفاع ۳ متری از سطح دریا واقع شده است.

## شرکت‌های هواپیمایی و مقصدهای پروازی
| شرکت‌های هواپیمایی       | مقصدهای پروازی      |
| ----------------------- | ------------------- |
| ساتنا اجرا توسط کوسه ها | گوستاو روجاس پینیلا |
| کوسه ها                 | گوستاو روجاس پینیلا |